# ずっとラプソディ (SHYの曲)
ずっとラプソディは、女性歌手SHYの楽曲。及びリリースしたマキシCDシングル。
商品番号：PJA-1025

## 概要
2007年1月17日インデーズレーベル「PULLUP RECORDS」よりリリースされた。

## ラッキーカラー
カップリング曲の『ラッキーカラー』は、一見英語のように聞こえる歌詞であるが、日本語の歌詞である。日本語を崩して歌うスタイルにより、独特な曲調となっている。この手法によりタイアップCMも手伝って話題を呼んだ。また、他のアーティストにもカバー曲として提供している。

## タイアップ
同曲とカップリング曲『ラッキーカラー』は、共に、プロアクティブ・ソリューションのスキンケア製品「プロアクティブシリーズ」のタイアップ曲である。
- 『ずっとラプソディ』バージョンは、初期の頃に制作された作品であり。自身が出演したCMソング。
- 『ラッキーカラー』バージョンは、現在使用されている作品。自身・眞鍋かをり・柏木陽介などが出演したCMソング。また、同曲のインストゥルメンタルバージョン、小倉優子の回でも放送された。

## 収録曲
1. ずっとラプソディ
（作詞・作曲：SHY）
2. 24時
（作詞・作曲：SHY）
3. ラッキーカラー
（作詞・作曲：SHY）

## カバーしたアーティスト

### ラッキーカラー
- BLAZE - BLAZE出演のプロアクティブタイアップ『ラッキーカラーPART2』
（作詞 : KOMU）
- keana(キアーナ) - 英語バージョン『ラッキー・カラー』（lucky color）
（作詞：Stefani Scovolo／編曲：村山晋一郎）